# Antonio Musa Brassavola
Antonio Muso Brassavola (o Musa o Brasavoli, Brasavola, Brasavoli, (Ferrara, 16 de enero de 1500 - 1554) fue un médico y botánico italiano, uno de los más famosos en su época. Estudió con Leoniceno y Manardi. Fue amigo y médico de Hércules II de Este, Príncipe de Este. También lo fue ocasionalmente de los reyes Francisco I de Francia, Carlos I de España, Enrique VIII y los papas Pablo III, León X, Clemente VIII y Julio III. Llevó a cabo con éxito una de las primeras traqueotomías y publicó los resultados y técnicas de la misma en 1546. Fue catedrático de filosofía en Ferrara. 

## Honores

### Eponimia
Un género de orquídeas, Brassavola, lleva el nombre en su honor.

## Algunos escritos
- Examen omnium simplicium medicamentorum, quorum in officinis usus est. Jean & François Frellon, Lyon, 1537

- Examen omnium syruporum, 1540

- In octo libros aphorismorum Hippocratis & Galeni commentaria & annotationes, 1541

- In libros de ratione victus in morbis acutis Hippocratis & Galeni commentaria & annotationes, 1546

- Examen omnium electuariorum, pulverum, et confectionum. Officina Erasmiana Vincentii Valgrisii, 1548

- Index refertissimus in omnes Galeni libros, 1556

- Examen omnium catapotiorum vel pilularum, quarum apud pharmacopolas usus est, 1556

- Ars Componendorum medicamentorum externorum, 1577